# Döndü Kılıç
Döndü Kılıç (* 20. Juni 1976 in Malatya, Türkei) ist eine deutsche Regisseurin.

## Leben
Kılıç wuchs in Bonn auf, wo sie von 1993 bis 1996 auch ihre ersten Erfahrungen als Regieassistentin im Euro-Theater-Central-Bonn sammelte. Ebenso war sie für dessen Öffentlichkeitsarbeit mitverantwortlich. Bevor sie 1996 mit ihrem Studium für Philosophie und Soziologie an der Humboldt-Universität zu Berlin begann, absolvierte sie verschiedene Praktika im Bereich Theaterregie und Bildjournalismus und auch während des Studiums bei Fernseh- und Videoproduktionen. 2002 absolvierte sie ihr Regiestudium an der Deutschen Film- und Fernsehakademie Berlin (dffb).
Kılıç ist seit 1999 Mitorganisatorin des Fusion Festivals.
Zwei ihrer Filme wurden auf der Berlinale im Rahmen des Panorama vorgeführt. Der 2008 erschienene Film The Other Side of Istanbul ist ihr sechster Film.

## Filmografie
- 2002: CS (Regie)
- 2005: Namus, (Regie, Drehbuch)
- 2006: Die Frau von gegenüber, (TV, Regie)
- 2006: A Father’s Prayer, (Regie, Drehbuch)
- 2007: Love Hurts (Regie)
- 2008: The Other Side of Istanbul (Regie, Drehbuch)